# Valle de Manzanedo
Valle de Manzanedo es un municipio situado en el norte de la provincia de Burgos, comunidad autónoma de Castilla y León (España), comarca de Las Merindades, partido judicial de Villarcayo.

## Símbolos
El escudo heráldico y la bandera que representan al municipio fueron aprobados oficialmente el 9 de enero de 1996. El escudo se blasona de la siguiente manera:

«Escudo de plata con un manzano de sinople, terrasado y frutado de gules; bordura jaquelada de quince piezas, siete de oro y ocho de veros de azur y plata. Timbrado de la Corona Real Española.»
Boletín Oficial del Estado n.º 33 de 7 de febrero de 1996

La descripción textual de la bandera es la siguiente:

«Bandera cuadrada, de proporción 2:3, con una cruz blanca, los cantones de azul y amarillo alternados, y brochante al centro el escudo municipal en sus colores.»
Boletín Oficial del Estado n.º 33 de 7 de febrero de 1996

## Geografía
Integrado en la comarca de Las Merindades, la capital municipal, Manzanedo, se sitúa a 77 kilómetros de la capital provincial. El término municipal está atravesado por algunos tramos de la carretera nacional N-232 y por carreteras locales que permiten la comunicación entre las localidades del territorio y con los municipios vecinos de Villarcayo de Merindad de Castilla la Vieja, Valle de Zamanzas, Alfoz de Bricia y Valle de Valdebezana. 
| Noroeste: Valle de Valdebezana                | Norte: Merindad de Valdeporres y Villarcayo | Nordeste: Villarcayo             |
| Oeste: Valle de Valdebezana y Alfoz de Bricia |                                             | Este: Villarcayo                 |
| Suroeste: Valle de Zamanzas                   | Sur: Valle de Zamanzas                      | Sureste: Merindad de Valdivielso |

El municipio constituye un valle natural entre el anticlinal de Leva y la sierra de Tudanca, atravesado por el río Ebro. La mayor parte de este agreste valle está cubierta por amplios bosques de variadísima vegetación. En las laderas orientadas hacia el norte de la sierra de Tudanca son abundantes los robles, encinas, hayas, arces, madroños, bojes y tejos. En el fondo del valle, en las orillas del Ebro predominan los chopos, y en la ladera sur del anticlinal de Leva la vegetación tiene un carácter más mediterráneo, abundando, además de encinas y robles, numerosas especies arbustivas entre las que destacan los enebros, las sabinas, las aulagas y los endrinos. El municipio, que ocupa una extensión de 52 kilómetros cuadrados, agrupa a quince núcleos de población, algunos de los cuales se corresponden con los antiguos concejos medievales, agrupados durante el siglo XIX para formar el actual municipio de Valle de Manzanedo. Estos quince núcleos de población son:
- Argés
- Arreba (ELM)
- Cidad de Ebro
- Consortes
- Crespos
- Cueva de Manzanedo
- Manzanedillo
- Manzanedo (ELM)
- Peñalba de Manzanedo
- Población de Arreba (ELM)
- Rioseco
- San Martín del Rojo
- San Miguel de Cornezuelo
- Vallejo de Manzanedo
- Villasopliz

El municipio comprende tres entidades locales menores: Arreba, Manzanedo y Población de Arreba.
La altitud oscila entre los 1210 metros al sureste y los 590 metros a orillas del Ebro. La capital municipal se alza a 619 metros sobre el nivel del mar.

## Demografía
Valle de Manzanedo cuenta con una población de 115 habitantes (INE 2024).
| Gráfica de evolución demográfica de Valle de Manzanedo entre 1842 y 2021                                            |
| |
| Población de derecho según los censos de población del INE Población de hecho según los censos de población del INE |

En 1843 pertenecía al partido de Villarcayo y contaba con 703 habitantes. En la década de 1940 llegó a tener un máximo histórico de población de 1388 habitantes.
| 1842 | 1857 | 1860 | 1877 | 1887 | 1897 | 1900 | 1910 | 1920 | 1930 | 1940 | 1950 | 1960 | 1970 | 1981 | 1991 | 2001 | 2011 |
| ---- | ---- | ---- | ---- | ---- | ---- | ---- | ---- | ---- | ---- | ---- | ---- | ---- | ---- | ---- | ---- | ---- | ---- |
| 703  | 1115 | 1145 | 1177 | 1105 | 1042 | 1010 | 977  | 987  | 932  | 1388 | 1146 | 743  | 266  | 181  | 112  | 130  | 168  |

## Parques eólicos
En funcionamiento el denominado El Canto, de la empresa CESA, con  23 aerogeneradores de tecnología Gamesa de una potencia unitaria de 660 kW, lo que supone una potencia total de 15.180 kW. apecyl

## Historia

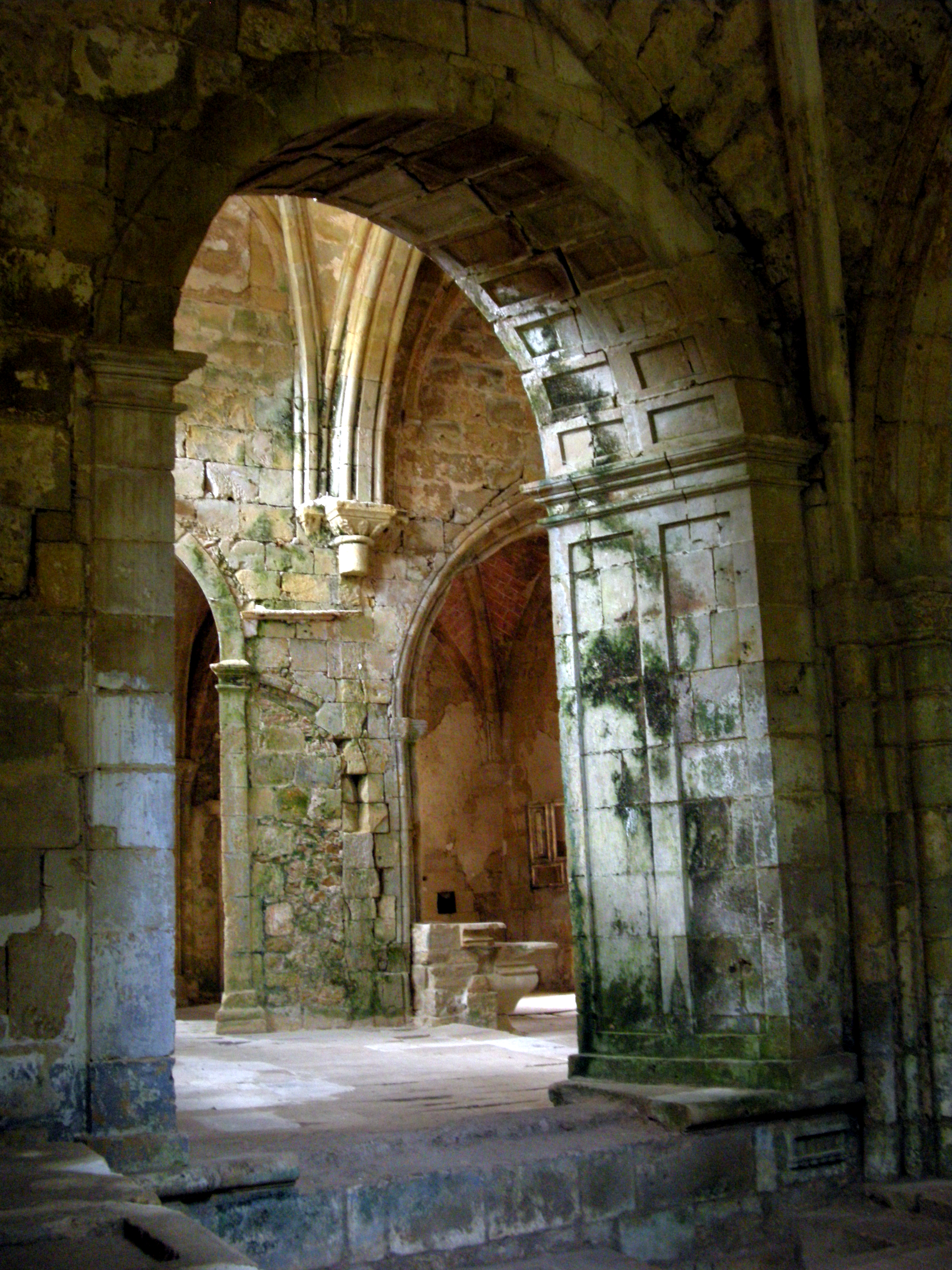
Interior de la Iglesia St. María de Rioseco.

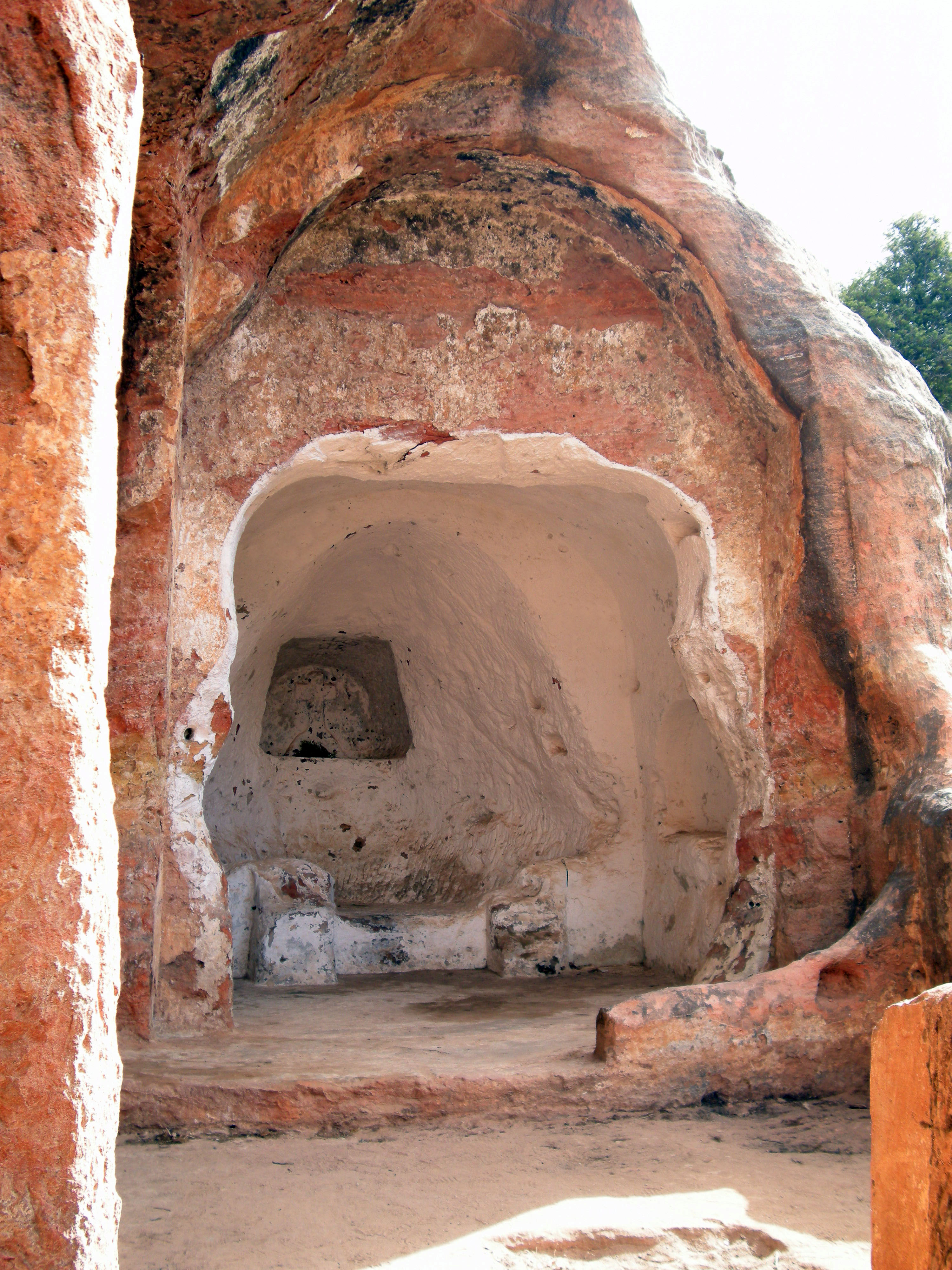
Altar del eremitorio de Argés.

En lo concerniente a la arquitectura religiosa, señalar la importancia artística del abandonado Monasterio de Santa María de Rioseco, e históricamente, como eje central en el desarrollo de gran parte del Valle de Manzanedo. Este monasterio cisterciense ejerció sus dominios sobre gran parte de la zona norte de Burgos. El Monasterio fue muy próspero, pero sus propiedades se vendieron con la desamortización de Mendizábal, y desde ese momento su influencia fue en declive. Todo el conjunto del monasterio se abandonó en los años sesenta, lo que ha propiciado el estado de ruina en el que se encuentra. Pero antes del establecimiento del monasterio, los eremitas ya poblaban el Valle, y testimonio de ello es el eremitorio de Argés.
Uno de los cuatro partidos en que se dividía la Merindad de Valdivielso perteneciente al  Corregimiento de las Merindades de Castilla la Vieja. Constaba de 11 lugares, un barrio y una granja, todos con jurisdicción de realengo:
| - Argés - Consortes - Cueva | - Fuente Humorera - Manzanedillo - Manzanedo | - Mundóval - Peñalba - Quintana del Rojo, barrio de San Martín | - San Martín y Quintana del Rojo - San Miguel de Cornezuelo - Vellota, Granja - Villasopliz |  |

A la caída del Antiguo Régimen se constituye como ayuntamiento constitucional de Valle de Manzanedo, en el partido de Villarcayo en la región de Castilla la Vieja, formado por 11 lugares con cabecera en Manzanedo:
| - Argés - Consortes - Cueva | - Fuente Humorera - Manzanedillo - Mundobal | - Peñalba - Rioseco, con sus siete granjas. | - San Martín del Rojo y Quintana del Rojo - San Miguel de Cornezuelo - Villasopliz |  |

En la tercera década del siglo XX desaparece el ayuntamiento constitucional de Hoz de Arreba, en el partido de Sedano integrándose en este municipio las siguientes cuatro localidades: Arreba, Crespos, Población de Arreba y Vallejo.